# قطعنامه ۹۰۵ شورای امنیت
قطعنامه  ۹۰۵ شورای امنیت سازمان ملل متحد که در تاریخ ۲۳ مارس ۱۹۹۴ تصویب شد، سندی بین‌المللی دربارهٔ هائیتی است. این قطعنامه طی نشست ۳۳۵۲ام با ۱۵ رای موافق، ۰ مخالف و ۰ ممتنع تصویب شد.